# Грушвиця Друга
Грушвиця Друга — село в Україні, у Рівненському районі Рівненської області. Населення становить 234 осіб.

## Історія
При лівому боці автошляху на Дубне довідник 1961 року фіксує колишній хутір Омелянщину як село, яке зараз має понад 100 дворів і неофіційно вважається дільницею Грушвиці Другої при її нових надшляхових забудовах, де діють, спільні культурно-побутові громадські осередки.
Омелянщина була заснована в крайніх південно-західних ґрунтах сусіднього села Омеляни (Великої), звідки й відповідна назва, дана спочатку урочищу, де під кінець 1871 року почали осідати чехо-словацькі колоністи. До того як свідчать старожили, тут була лише придорожня будка, корчма й кілька убогих садиб. Коли в 1948 році чехо-словаки виїхали на батьківщину, їх місце зайняли околишні поселяни, а потім українці з Польщі, Словаччини та Полісся. Назва Омелянщина в Україні одинока. Кінцеве «шина», характерне для наймень, які вказують на приналежність до певного осередка, особи.
З 22 грудня 2019 року шляхом об'єднання Великоомелянської та Грушвицької сільських рад входить до складу Великоомелянської сільської громади.

## Населення

### Мова
Розподіл населення за рідною мовою за даними перепису 2001 року:
| Мова       | Кількість | Відсоток |
| ---------- | --------- | -------- |
| українська | 229       | 97.86%   |
| російська  | 5         | 2.14%    |
| Усього     | 234       | 100%     |

## Економіка
- Агромаркет «Соняшник»
- Кафе «Корчма»
- Кафе «Візит»
- Єврогаз
- Магазин «Танго»

## Відомі люди

### Народилися
- Шевчук Олександр Володимирович — обласний дитячий неонатолог, завідувач відділення патології новонароджених Рівненської обласної дитячої лікарні[2].